# Подвижный (миноносец)
Подвижный — русский миноносец типа «Сокол» (10 октября 1907 года переклассифицирован в эскадренные миноносцы).

## Служба
- 1908—1909 — Прошёл капитальный ремонт корпуса на Сандвикском заводе в Гельсингфорсе с заменой водогрейных трубок в котлах и перевооружением.
- 1913 — Прошёл капитальный ремонт в Санкт-Петербурге на заводе фирмы «Эклунд и Ко» с замененой водогрейных трубок в котлах, капитальным ремонтом механизмов и установкой трального оборудования.
- В период первой мировой войны осуществлял боевое траление, нес дозорную и конвойную службу.
- Январь 1916 — Включен в состав 2-го дивизиона дивизии траления, использовался только как тральщик.
- Февраль 1917 — Участвовал в Февральской революции.
- 7 ноября 1917 — Вошёл в состав Красного Балтийского флота.
- 15 марта 1918 — Передан в распоряжение Финляндской Советской Рабочей республики.
- 3 апреля 1918 — Захвачен в Гельсингфорсе белофинскими вооруженными формированиями.
- 1922 — Продан[кем?] Финляндии.

Оставался в строю и в резерве до 1929 года.

## Командиры миноносца
- 1905 — Протопопов, Вениамин Николаевич
- 1906-1907 — капитан 2-го ранга Григорьев, Василий Фёдорович
- 1907–1909 — капитан 2-го ранга Никитин, Дмитрий Владимирович
- 1914–1915 — Бурачек, Аполлон Павлович
- хх.хх.хххх-03.03.1917 — старший лейтенант Кулибин, Николай Владимирович
- хх.10.1917-03.04.1918 — Ралль, Юрий Фёдорович